# Parallelia pudica
Parallelia pudica är en fjärilsart som beskrevs av Heinrich Benno Möschler 1888. Parallelia pudica ingår i släktet Parallelia och familjen nattflyn. Inga underarter finns listade i Catalogue of Life.

## Bildgalleri

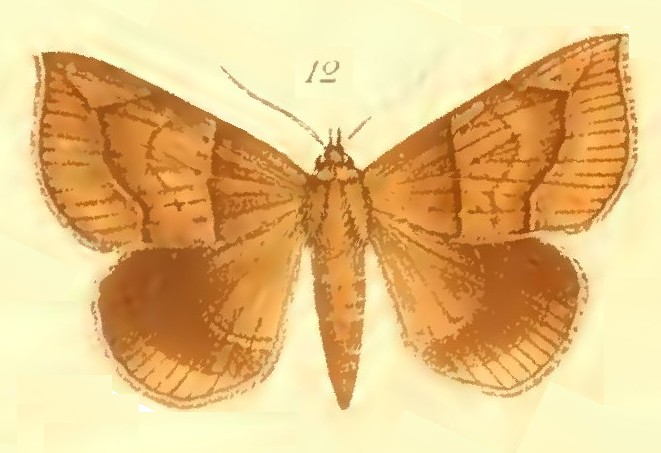